# Jogo de beber

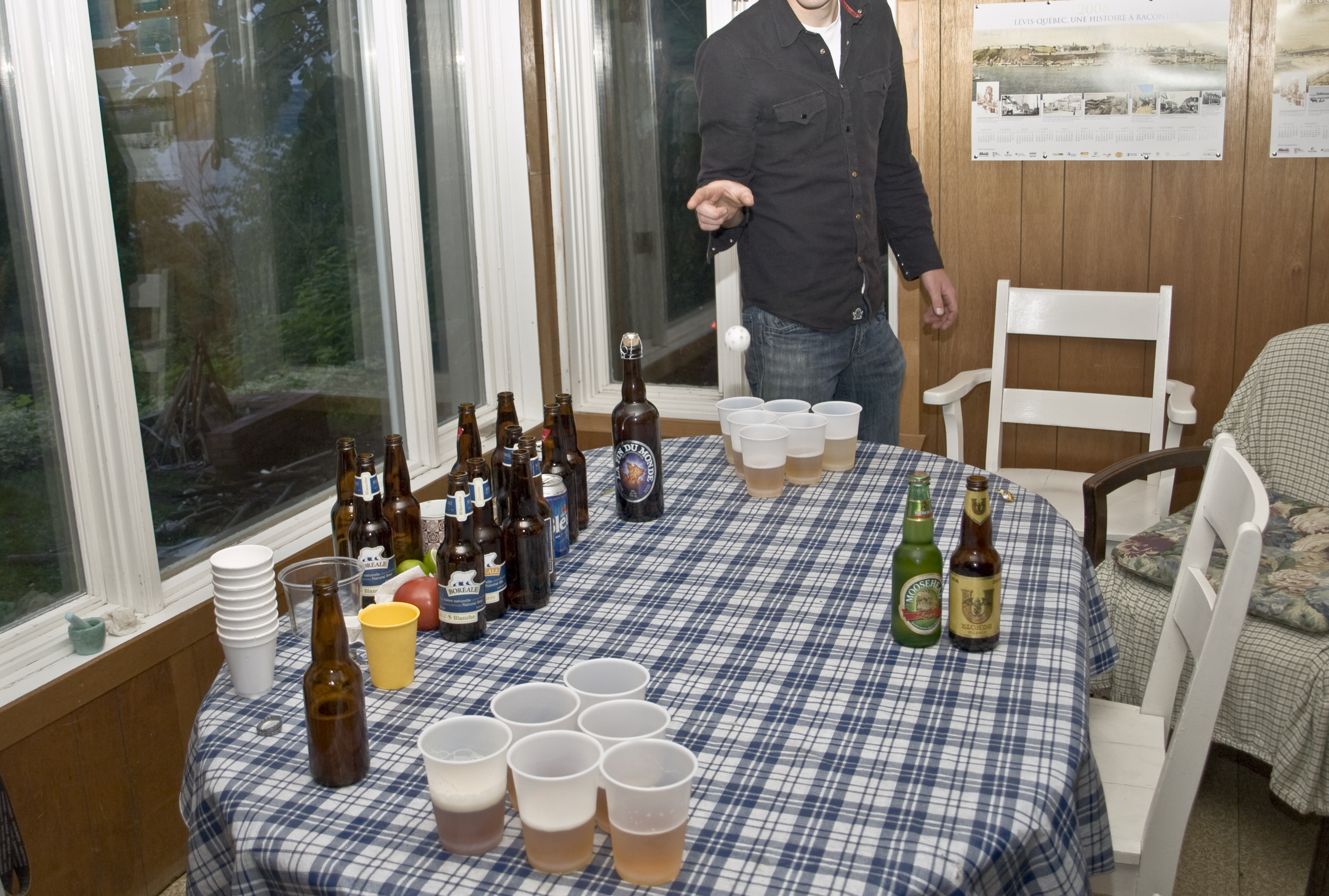
Uma partida de beer pong

Jogos de beber são jogos onde o castigo ou prêmio é o consumo de bebida alcoólica. São jogos populares em países como Espanha, Portugal e Brasil. Podem ser jogado com Baralho, dados ou sem artefato próprio como papel e caneta como também apenas falado. Existem diversos tipos de jogos, com regras variadas, os mais comuns incluem:
- Suéka
- Beer pong
- Bicho bebe
- Dado de Ouro
- Homem Três
- Par ou impar
- Eu nunca
- Porrinha
- Drinking Bingo

## Cultura popular
Roxanne do Police é um exemplo onde é citado jogos de beber. Outro exemplo é o som do The Champs, "The Tequila Song", no jogo Vicky Tequila. Também é citado na música "Thunderstruck" do AC/DC.